# 王冠伊
王冠伊（1989年4月9日—），是中国职业足球运动员，主要司职后腰，将在2013年中超赛季效力于天津泰达。
王冠伊2007年起代表天津火车头出战乙级联赛。虽然他未能入选火车头十一运会的阵容，不过在2009年联赛中攻入两球。2010年1月，他与队友冯仁亮、宋博轩一起加盟中超上海申花。
2012年11月7日，天津泰达宣布王冠伊加盟，成为泰达2013赛季签下的首名球员。